# Stazione di Marinella (Altamura)
Stazione di Marinella vasútállomás Olaszországban, Altamura településen.

## Vasútvonalak
Az állomást az alábbi vasútvonalak érintik:
- Bari–Matera–Montalbano Jonico-vasútvonal

## Kapcsolódó állomások
A vasútállomáshoz az alábbi állomások vannak a legközelebb:
- Stazione di Altamura (FAL) (Stazione di Bari Centrale (FAL), Bari–Matera–Montalbano Jonico-vasútvonal)
- Stazione di Venusio (Stazione di Matera Sud, Bari–Matera–Montalbano Jonico-vasútvonal)